# 弗拉基米尔·戈卢布尼奇

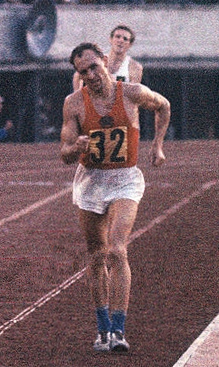
1964年奥运会上的弗拉基米尔·戈卢布尼奇

沃爾迪邁·霍爾尼希（烏克蘭語：Володимир Степанович Голубничий，1936年6月2日—2021年8月16日）是蘇聯和烏克蘭的競走運動員，作为蘇聯运动员出赛国际赛事。他在1960年代和1970年代統治了20公里競走，他在1960年到1972年贏得了四枚奧林匹克運動會獎牌，並且在1976年獲得第七名。

## 傳記
他生於1936年6月2日，在蘇聯長大，並且在那裡度過了一生。

## 職業生涯
沃爾迪邁·霍爾尼希最初追求越野滑雪興趣，後來於1953年開始競走。

## 死亡
他在2021年8月16日去世，也是85歲生日的兩個月後。